# 佐伯進
佐伯 進（さえき すすむ、1925年5月13日 - 2021年7月1日）は、日本の実業家。ノリタケカンパニーリミテド社長・会長や、中部経済同友会代表幹事、学校法人名城大学理事長を務めた。勲三等瑞宝章、スリランカラトナ勲章、藍綬褒章受章。

## 人物
愛知県で佐伯卯四郎（のちに日本陶器社長・会長）の子として生まれる。
旧制愛知一中（のちの愛知県立旭丘高等学校）を経て、1943年東京商科大学（のちの一橋大学）予科入学、1945年陸軍予備士官学校卒業。1948年旧制東京商科大学（のちの一橋大学）を卒業し、日本陶器入社。大学では古川栄一ゼミナールに所属。
日本陶器では一貫して営業畑を歩み、本社での営業やニューヨークに通算17年駐在を経て、1971年取締役、1973年常務取締役、1981年専務取締役、1985年代表取締役副社長。
1987年倉田隆文の後任として、ノリタケカンパニーリミテド代表取締役社長就任。1990年陶芸教室「ノリタケ陶芸クラブ」を開設。売上高を伸ばし、1991年には初の売上高1000億円超（1078億円）を達成。
1985年研削砥石工業会会長、1990年中部経済同友会代表幹事、2000年社団法人愛知県雇用開発協会会長。
1993年、3期6年の任期で、社長を退任し、空席となっていた代表取締役会長に就任。1999年相談役、2000年顧問。
1989年藍綬褒章受章。1998年スリランカの雇用と輸出振興に貢献したとして、ラトナ勲章受章。
名古屋商工会議所副会頭、財団法人森村豊明会理事長、愛知一中会・鯱光会副会長、名港海運取締役、桑名カントリー倶楽部理事長。
一女あり。長女は中国系アメリカ人と結婚し、1987年に孫が生まれた。血液型はO型。趣味はスポーツ観戦。愛読書は父からすすめられて読んだ『大学』。尊敬する経営者は土光敏夫。座右の銘は森村財閥創業者・森村市左衛門の言葉「人は感激に生き、保守に死す。世物皆進むありて、止まる事なし」。